# Jerrold Marsden

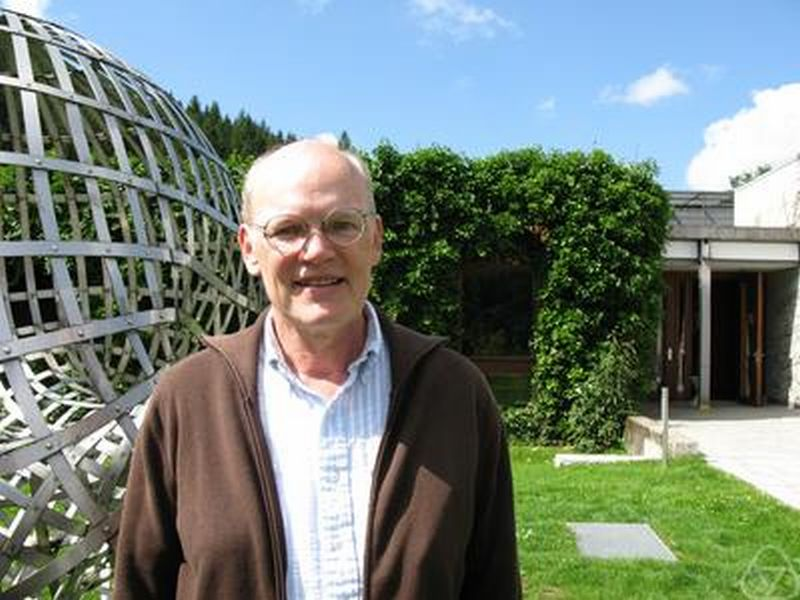
Jerrold Marsden in Oberwolfach (2008)

Jerrold Eldon Marsden (* 17. August 1942 in Ocean Falls, British Columbia; † 21. September 2010 in Pasadena, Kalifornien) war ein kanadischer Mathematiker, der sich unter anderem mit Differentialgeometrie, geometrischer Mechanik und symplektischer Geometrie beschäftigte.

## Leben und Wirken
Marsden studierte Mathematik an der University of Toronto und an der Princeton University, wo er 1968 bei Arthur Wightman promoviert wurde (Hamiltonian One Parameter Groups and Generalized Hamiltonian Mechanics). Danach war er Professor an der University of California, Berkeley. Ab 1995 war er Professor am Control and Dynamical Systems Department am Caltech. Er war Gastprofessor unter anderem in Edinburgh, Hamburg, München, Paris, Toronto und an der Cornell University. Er ist einer der Gründer des nach John Charles Fields benannten Fields Institute in Toronto (1991).
Marsden begründete mit Alan Weinstein die (symplektische) Reduktionstheorie mechanischer Systeme mit Symmetrie. Er arbeitete auf den verschiedensten Anwendungsgebieten der Mechanik (Mechanik starrer Körper, Plasmaphysik, Hydrodynamik, Elastizitätstheorie, Himmelsmechanik und Raumfahrt), insbesondere Kontrolltheorie.
1990 erhielt Marsden den Norbert-Wiener-Preis. 1997 wurde er in die American Academy of Arts and Sciences gewählt. 2000 erhielt er den Max-Planck-Forschungspreis und 2005 den von Neumann-Preis der SIAM. Seit 2006 war er Fellow der Royal Society in London. 1970 war er Invited Speaker auf dem Internationalen Mathematikerkongress in Nizza (On the motion of incompressible fluids mit D. G. Ebin).

## Schriften (Auswahl)
- mit Ralph Abraham: Foundations of Mechanics. A Mathematical Exposition of Classical Mechanics. With an Introduction to the Qualitative Theory of Dynamical Systems and Applications to the Three-Body Problem. Benjamin, Reading MA 1967.
- Lectures on Statistical Mechanics II. Based on lectures by Arthur S. Wightman. Princeton University Press, Princeton NJ 1967.
- mit Michael Buchner, Michael Hoffman, Clifford Risk: Basic complex analysis. Freeman, San Francisco CA 1973, ISBN 0-7167-0451-X.
- Applications of global analysis to mathematical physics (= Mathematics Lecture Series. 2). Publish or Perish, Berkeley CA 1974, ISBN 0-914098-11-X.
- Elementary classical analysis. Freeman, San Francisco CA 1974, ISBN 0-7167-0452-8.
- mit Paul R. Chernoff: Properties of infinite dimensional Hamiltonian systems (= Lecture Notes in Mathematics. 425). Springer, Berlin u. a. 1974, ISBN 3-540-07011-7.
- mit Marjorie McCracken: The Hopf Bifurcation and its applications (= Applied Mathematical Sciences. 19). Springer, New York NY u. a. 1976, ISBN 0-387-90200-7.
- mit Anthony J. Tromba: Vector Calculus. Freeman, San Francisco CA 1976, ISBN 0-7167-0462-5 (6. Auflage. Freeman, New York NY 2012, ISBN 978-1-429-22404-8).
- mit Alan Weinstein: Calculus Unlimited. Benjamin-Cummings, Menlo Park CA 1981, ISBN 0-8053-6932-5.
- Lectures on geometric methods in mathematical physics (= Regional Conference Series in Applied Mathematics. 37). SIAM, Philadelphia PA 1981, ISBN 0-89871-170-3.
- mit Ralph Abraham, Tudor Ratiu: Manifolds, Tensor Analysis and Applications (= Global Analysis, Pure and Applied. 2). Addison-Wesley, Reading MA u. a. 1983, ISBN 0-201-10168-8.
- mit Thomas J. R. Hughes: Mathematical foundations of Elasticity. Prentice-Hall, Englewood Cliffs NJ 1983, ISBN 0-13-561076-1 (Dover, New York NY 1994, ISBN 0-486-67865-2).
- mit Alan Weinstein: Calculus. 3 Bände. 2. Auflage. Springer, New York NY u. a. 1985, ISBN 0-387-90974-5 (Bd. 1), ISBN 0-387-90975-3 (Bd. 2), ISBN 0-387-90985-0 (Bd. 3).
- Lectures on Mechanics (= London Mathematical Society Lecture Note Series. 174). Cambridge University Press, Cambridge u. a. 1992, ISBN 0-521-42844-0.
- mit Alexandre J. Chorin: A mathematical introduction to fluid mechanics. Springer, New York NY u. a. 1993, ISBN 0-387-90406-9.
- mit Anthony J. Tromba, Alan Weinstein: Basic multivariable Calculus. Freeman u. a., New York NY 1993, ISBN 0-387-97976-X.
- mit Tudor S. Ratiu: Introduction to Mechanics and Symmetry. A Basic Exposition of Classical Mechanical Systems (= Texts in Applied Mathematics. 17). Springer, New York NY u. a. 1994, ISBN 0-387-97275-7.
- mit Hernán Cendrea, Tudor S. Ratiu: Geometric Mechanics, Lagrangian Reduction, and Nonholonomic Systems. In: Björn Engquist, Wilfried Schmid (Hrsg.): Mathematics Unlimited – 2001 and Beyond. Springer, Berlin u. a. 2001, ISBN 3-540-66913-2, S. 221–273.
- mit Wang Sang Koon, Martin W. Loo, Shane D. Ross: Dynamical systems, the three-body problem and space mission design. Springer, Berlin u. a. 2007, ISBN 978-0-387-49515-6.
- mit Gerard Misiołek, Juan-Pablo Ortega, Matthew Perlmutter, Tudor S. Ratiu: Hamiltonian Reduction by Stages (= Lecture Notes in Mathematics. 1913). Springer, Berlin u. a. 2007, ISBN 978-3-540-72469-8.